# Tellervo gautama
Tellervo gautama är en fjärilsart som beskrevs av Moore 1877. Tellervo gautama ingår i släktet Tellervo och familjen praktfjärilar. Inga underarter finns listade i Catalogue of Life.